# Lalande-de-Pomerol
Pour les articles homonymes, voir Lalande.
Pour le vin, voir lalande-de-pomerol (AOC).
Lalande-de-Pomerol est une commune du Sud-Ouest de la France, située dans le département de la Gironde (région Nouvelle-Aquitaine).

## Géographie

### Localisation
Commune de  l'unité urbaine de Libourne située sur la Barbanne, proche de Bordeaux, la commune fait partie du Libournais.

### Communes limitrophes
Les communes limitrophes sont  Les Billaux, Libourne, Montagne, Néac, Pomerol et Saint-Denis-de-Pile.
|             | Saint-Denis-de-Pile | Montagne |
| Les Billaux | Lalande-de-Pomerol  | Néac     |
| Libourne    | Pomerol             |          |

### Climat
Pour des articles plus généraux, voir Climat de la Nouvelle-Aquitaine et Climat de la Gironde.
Historiquement, la commune est exposée à un climat océanique aquitain.  
En 2020, Météo-France publie une typologie des climats de la France métropolitaine dans laquelle la commune est exposée à un climat océanique et est dans la région climatique  Aquitaine, Gascogne, caractérisée par une pluviométrie abondante au printemps, modérée en automne, un faible ensoleillement au printemps, un été chaud (19,5 °C), des vents faibles, des brouillards fréquents en automne et en hiver et des orages fréquents en été (15 à 20 jours).
Pour la période 1971-2000, la température annuelle moyenne est de 12,9 °C, avec une amplitude thermique annuelle de 14,7 °C. Le cumul annuel moyen de précipitations est de 839 mm, avec 11,6 jours de précipitations en janvier et 6,8 jours en juillet. Pour la période 1991-2020, la température moyenne annuelle observée sur la station météorologique la plus proche, située sur la commune de Saint-Émilion à 8 km à vol d'oiseau, est de 13,9 °C et le cumul annuel moyen de précipitations est de 798,1 mm,. Pour l'avenir, les paramètres climatiques de la commune estimés pour 2050 selon différents scénarios d’émission de gaz à effet de serre sont consultables sur un site dédié publié par Météo-France en novembre 2022.

## Urbanisme

### Typologie
Au 1er janvier 2024, Lalande-de-Pomerol est catégorisée commune rurale à habitat dispersé, selon la nouvelle grille communale de densité à sept niveaux définie par l'Insee en 2022.
Elle appartient à l'unité urbaine de Libourne, une agglomération intra-départementale regroupant dix  communes, dont elle est une commune de la banlieue,,. Par ailleurs la commune fait partie de l'aire d'attraction de Libourne, dont elle est une commune de la couronne,. Cette aire, qui regroupe 24 communes, est catégorisée dans les aires de 50 000 à moins de 200 000 habitants,.

### Occupation des sols

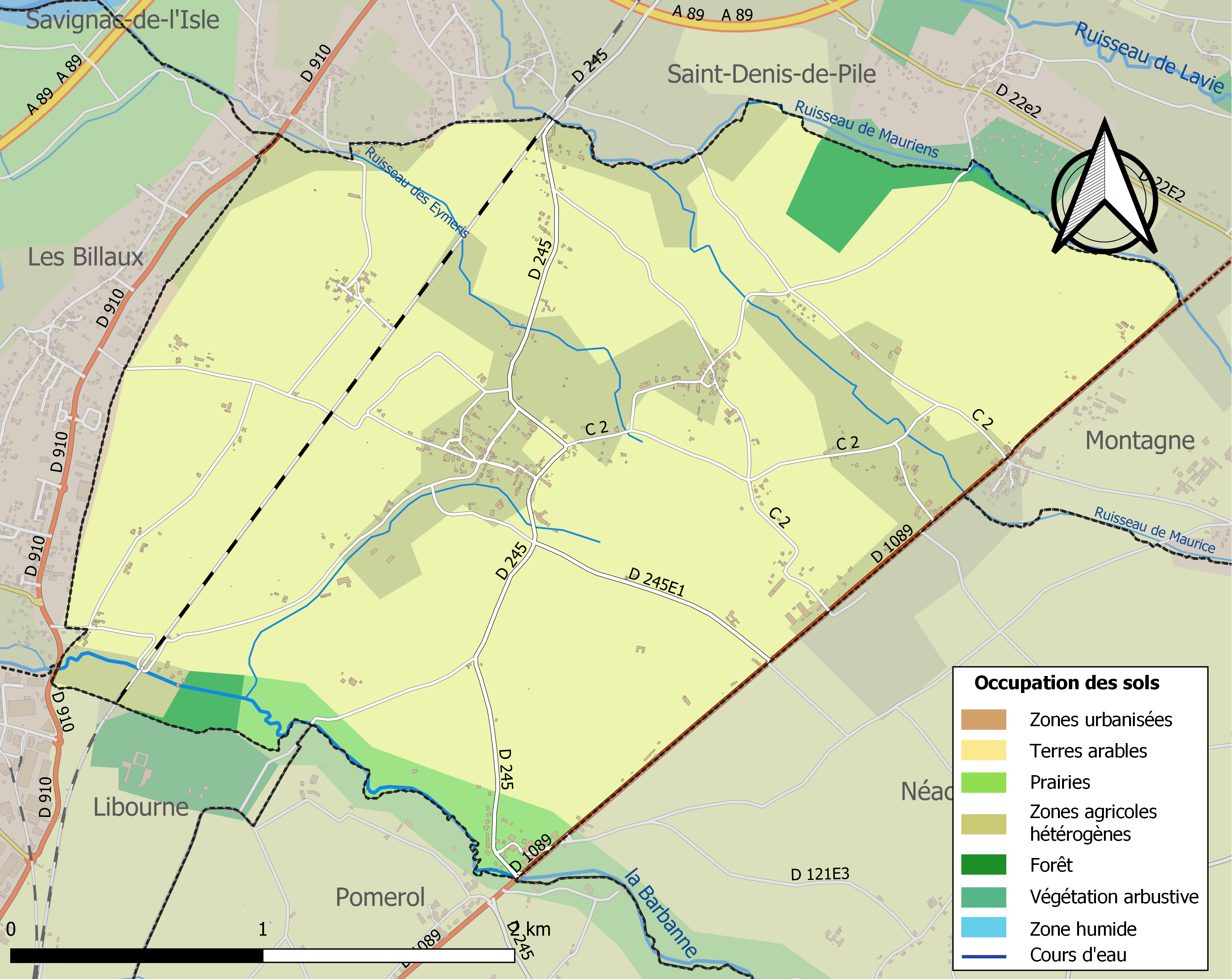
Carte des infrastructures et de l'occupation des sols de la commune en 2018 (CLC).

L'occupation des sols de la commune, telle qu'elle ressort de la base de données européenne d’occupation biophysique des sols Corine Land Cover (CLC), est marquée par l'importance des territoires agricoles (97,4 % en 2018), une proportion sensiblement équivalente à celle de 1990 (97,7 %). La répartition détaillée en 2018 est la suivante : 
cultures permanentes (76,6 %), zones agricoles hétérogènes (17,8 %), prairies (3 %), forêts (2,3 %), zones urbanisées (0,4 %). L'évolution de l’occupation des sols de la commune et de ses infrastructures peut être observée sur les différentes représentations cartographiques du territoire : la carte de Cassini (XVIIIe siècle), la carte d'état-major (1820-1866) et les cartes ou photos aériennes de l'IGN pour la période actuelle (1950 à aujourd'hui).

### Risques majeurs
Le territoire de la commune de Lalande-de-Pomerol est vulnérable à différents aléas naturels : météorologiques (tempête, orage, neige, grand froid, canicule ou sécheresse), inondations et séisme (sismicité faible). Il est également exposé à un risque technologique, la rupture d'un barrage. Un site publié par le BRGM permet d'évaluer simplement et rapidement les risques d'un bien localisé soit par son adresse soit par le numéro de sa parcelle.

#### Risques naturels
La commune a été reconnue en état de catastrophe naturelle au titre des dommages causés par les inondations et coulées de boue survenues en 1982, 1983, 1999 et 2009,.

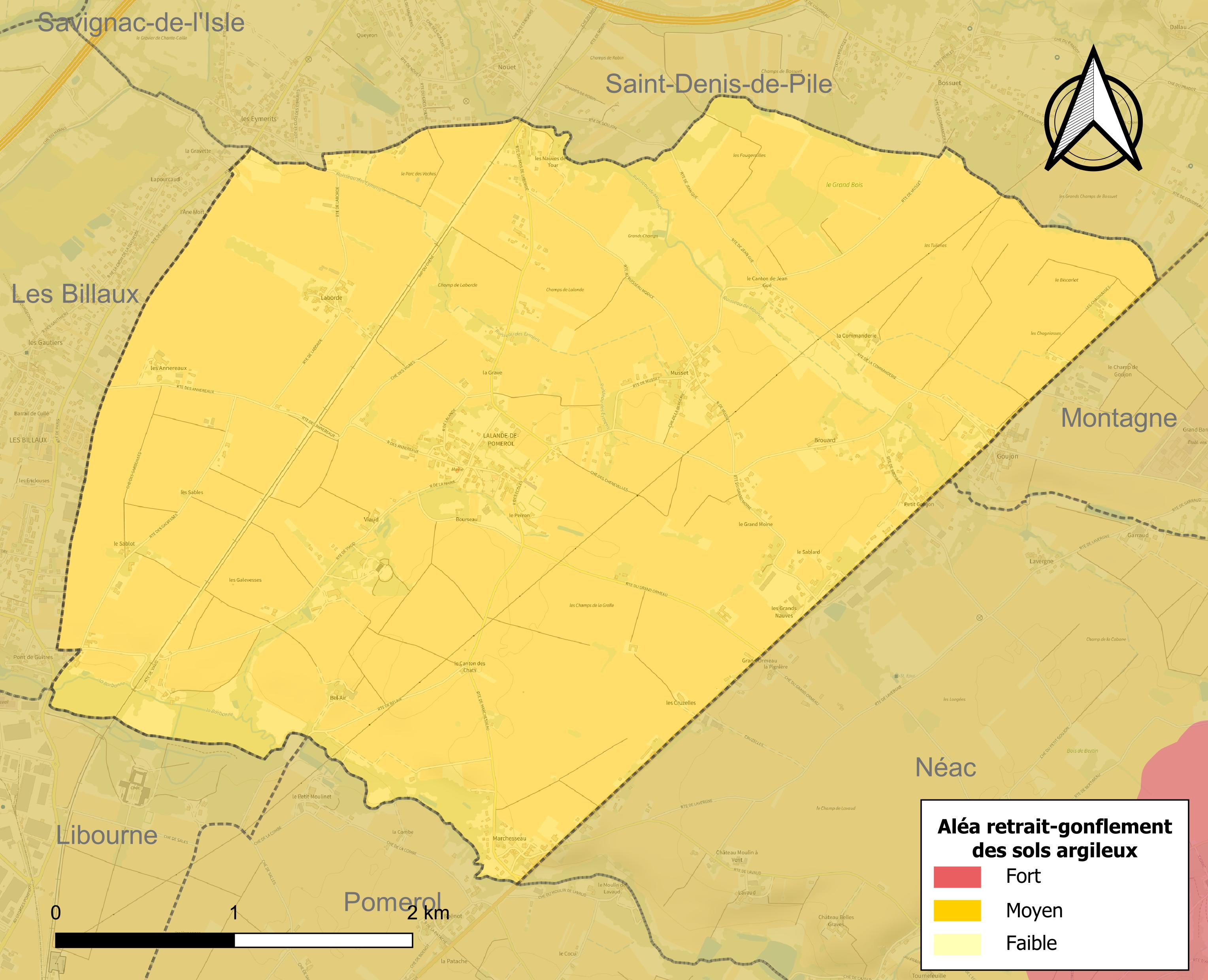
Carte des zones d'aléa retrait-gonflement des sols argileux de Lalande-de-Pomerol.

Le retrait-gonflement des sols argileux est susceptible d'engendrer des dommages importants aux bâtiments en cas d’alternance de périodes de sécheresse et de pluie. La totalité de la commune est en aléa moyen ou fort (67,4 % au niveau départemental et 48,5 % au niveau national). Sur les 304 bâtiments dénombrés sur la commune en 2019, 304 sont en aléa moyen ou fort, soit 100 %, à comparer aux 84 % au niveau départemental et 54 % au niveau national. Une cartographie de l'exposition du territoire national au retrait gonflement des sols argileux est disponible sur le site du BRGM,.
Par ailleurs, afin de mieux appréhender le risque d’affaissement de terrain, l'inventaire national des cavités souterraines permet de localiser celles situées sur la commune.
Concernant les mouvements de terrains, la commune a été reconnue en état de catastrophe naturelle au titre des dommages causés par des mouvements de terrain en 1999.

#### Risques technologiques
La commune est en outre située en aval du  barrage de Bort-les-Orgues, un ouvrage sur la Dordogne de classe A soumis à PPI, disposant d'une retenue de 477 millions de mètres cubes. À ce titre elle est susceptible d’être touchée par l’onde de submersion consécutive à la rupture de cet ouvrage.

## Histoire

### Toponymie
Le nom le plus ancien du village est celui de Lalande en Puynormand, uniquement retrouvé dans les registres paroissiaux de l'église durant le XVIIe siècle. Le village sera nommé par la suite Lalande-de-Libourne durant le XVIIIe siècle. Le nom de Lalande-de-Pomerol (parfois orthographié Pommerol) apparaitra pour la première fois en l'an VI avant de revenir à Lalande-de-Libourne à partir de l'an XI. Ce ne serait qu'en 1900 que le village prendra officieusement son nom de Lalande-de-Pomerol avant d'obtenir le nom définitif en 1978.
Afin de faire profiter la commune de la renommée du terroir viticole, le conseil municipal a demandé et obtenu l'adjonction de son terroir en 1978.
Pomerol : du latin pomarium (« pommier ») et du suffixe -olum.

### Les Hospitaliers
L'église Saint-Jean de Lalande-de-Pomerol est une belle église du XIIe siècle. Elle est le témoin architectural d’une commanderie des Hospitaliers de l'ordre de Saint-Jean de Jérusalem.

## Politique et administration
| Période                                  | Période  | Identité                 | Étiquette | Qualité     |
| ---------------------------------------- | -------- | ------------------------ | --------- | ----------- |
| Inconnu                                  | An XII   | Pierre Garde             |           |             |
| 1877                                     | 1884     | Charles Durand           |           |             |
| 1884                                     | 1893     | Jean Barraud             |           |             |
| 1893                                     | 1902     | Jean-Alfred Goizet       |           |             |
| 1913                                     | 1919     | Alexandre Gabriel        |           |             |
| 1919                                     | Inconnu  | Pierre Edmond Rocher     |           |             |
| 2001                                     | 2014     | Christian Courty         |           | Viticulteur |
| 2014                                     | En cours | Philippe Durand-Teyssier |           | Agriculteur |
| Les données manquantes sont à compléter. |          |                          |           |             |

## Démographie
L'évolution du nombre d'habitants est connue à travers les recensements de la population effectués dans la commune depuis 1793. Pour les communes de moins de 10 000 habitants, une enquête de recensement portant sur toute la population est réalisée tous les cinq ans, les populations de référence des années intermédiaires étant quant à elles estimées par interpolation ou extrapolation. Pour la commune, le premier recensement exhaustif entrant dans le cadre du nouveau dispositif a été réalisé en 2007.

En 2022, la commune comptait 631 habitants, en évolution de −4,68 % par rapport à 2016 (Gironde : +6,91 %, France hors Mayotte : +2,11 %).
| 1793 | 1800 | 1806 | 1821 | 1831 | 1836 | 1841 | 1846 | 1851 |
| ---- | ---- | ---- | ---- | ---- | ---- | ---- | ---- | ---- |
| 462  | 412  | 418  | 540  | 564  | 481  | 497  | 460  | 519  |

| 1856 | 1861 | 1866 | 1872 | 1876 | 1881 | 1886 | 1891 | 1896 |
| ---- | ---- | ---- | ---- | ---- | ---- | ---- | ---- | ---- |
| 491  | 504  | 467  | 454  | 504  | 457  | 501  | 484  | 463  |

| 1901 | 1906 | 1911 | 1921 | 1926 | 1931 | 1936 | 1946 | 1954 |
| ---- | ---- | ---- | ---- | ---- | ---- | ---- | ---- | ---- |
| 470  | 488  | 507  | 453  | 454  | 446  | 483  | 484  | 496  |

| 1962 | 1968 | 1975 | 1982 | 1990 | 1999 | 2006 | 2007 | 2012 |
| ---- | ---- | ---- | ---- | ---- | ---- | ---- | ---- | ---- |
| 519  | 631  | 704  | 723  | 715  | 614  | 674  | 683  | 668  |

| 2017 | 2022 | - | - | - | - | - | - | - |
| ---- | ---- | - | - | - | - | - | - | - |
| 655  | 631  | - | - | - | - | - | - | - |

## Économie
Son économie est essentiellement basée sur la viticulture sous l’appellation renommée lalande-de-pomerol (cette appellation recouvre les vignobles des communes de Néac et de Lalande-de-Pomerol). Le Libournais est riche d'autres appellations internationalement reconnues, notamment saint-émilion et pomerol.

## Lieux et monuments
- Église Saint-Jean de Lalande-de-Pomerol. L'édifice a été classé au titre des monuments historique en 1943[29].
- Croix de cimetière du XVe siècle.
- Monument aux morts.

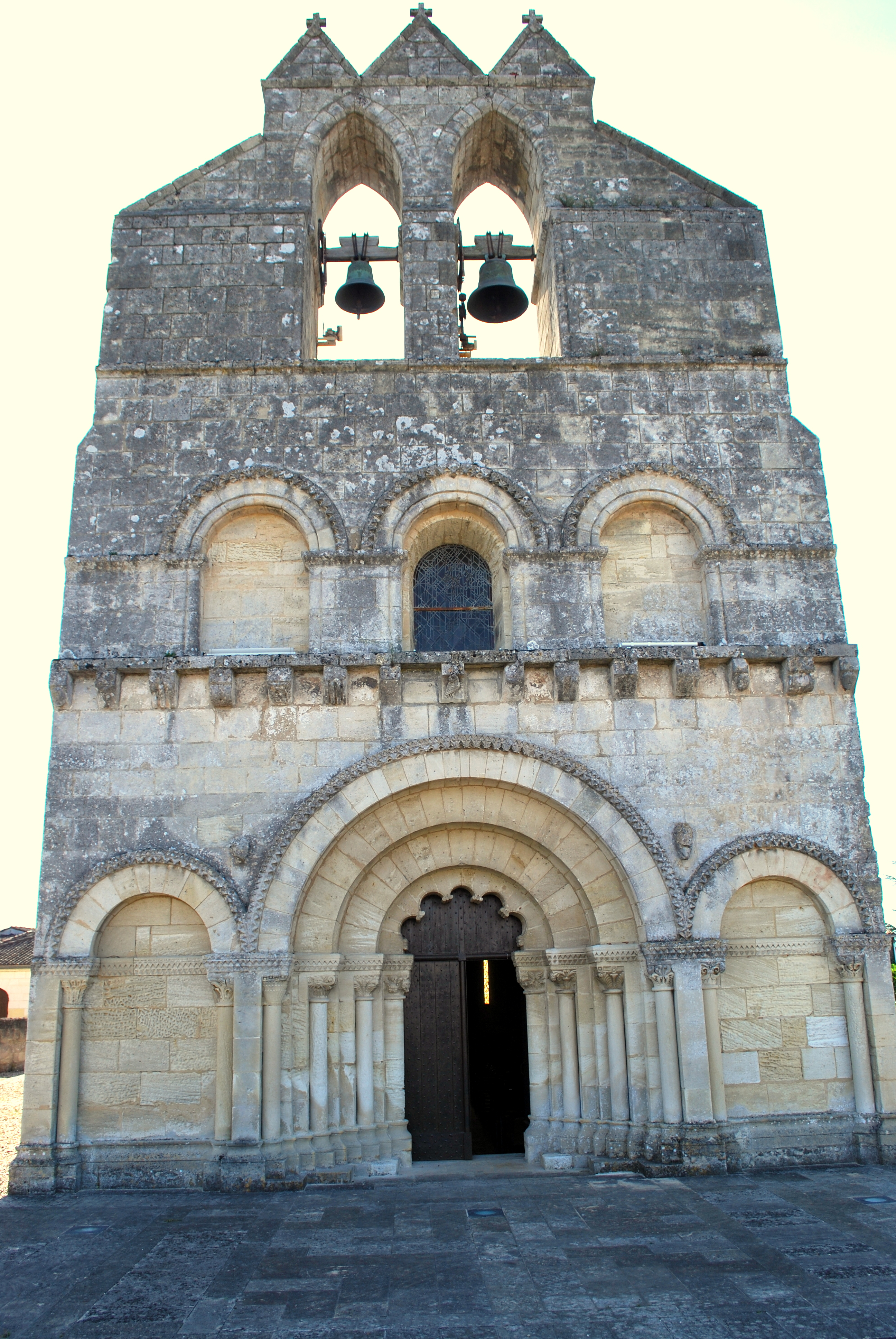
Église Saint-Jean.
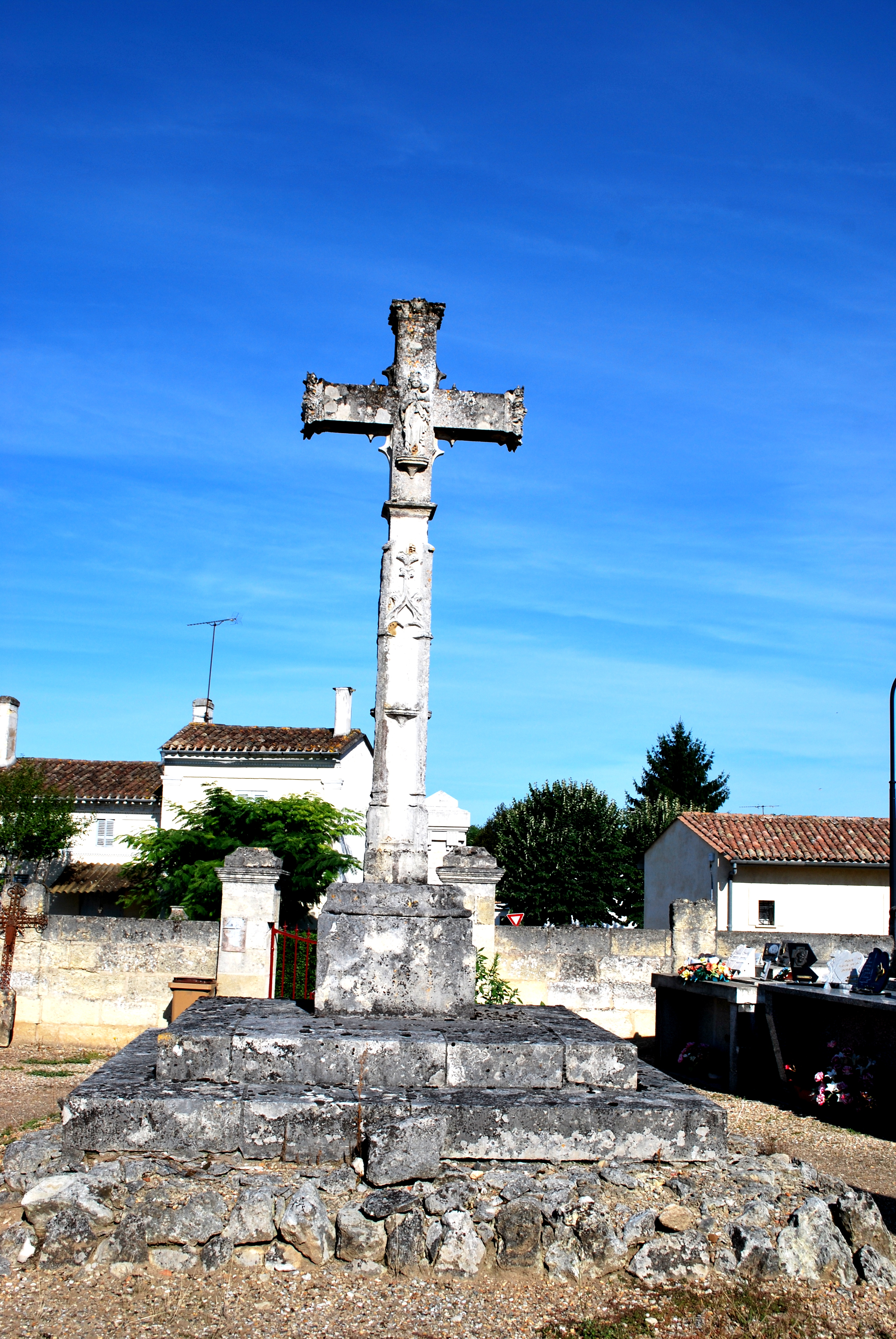
Croix de cimetière.
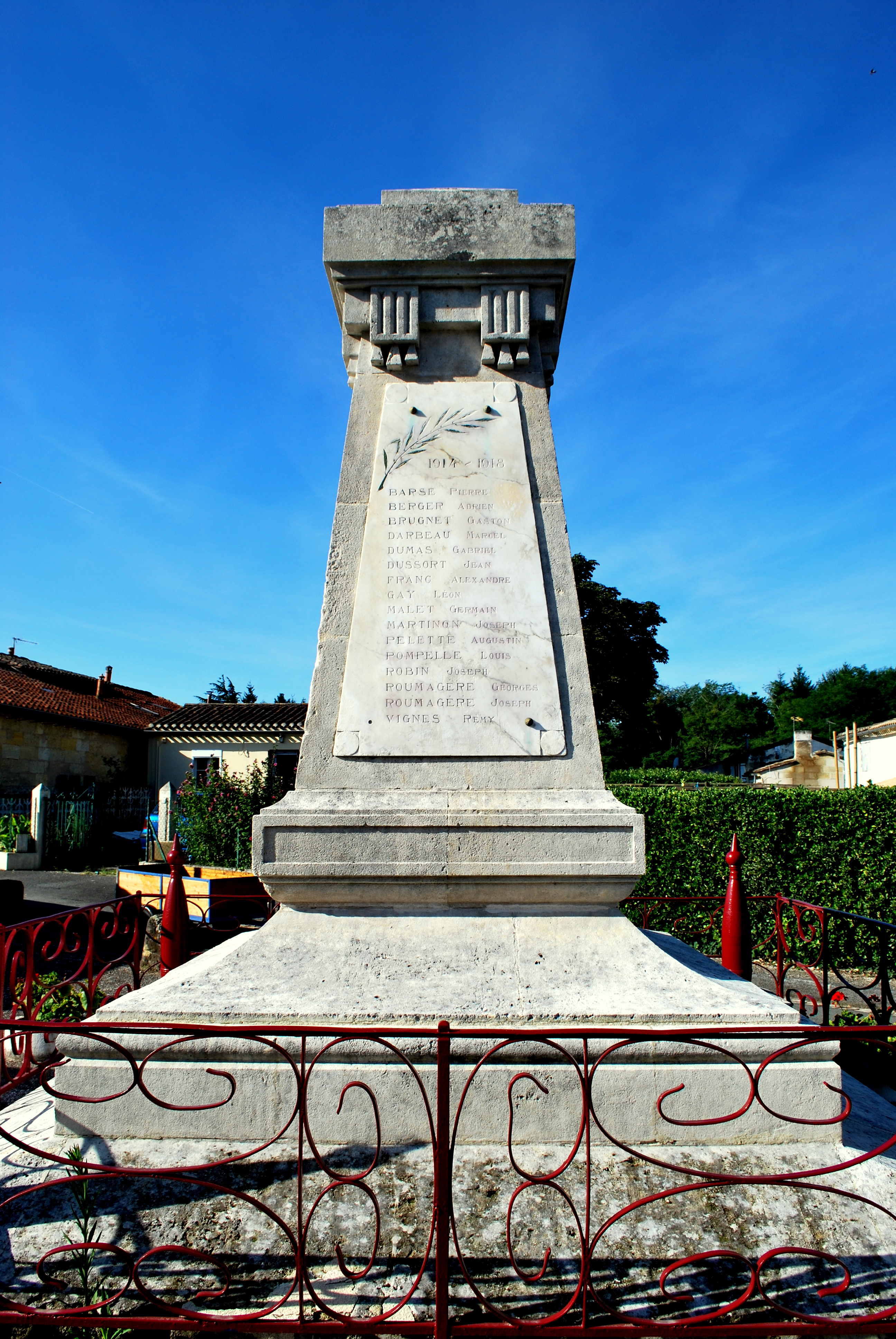
Monument aux morts.
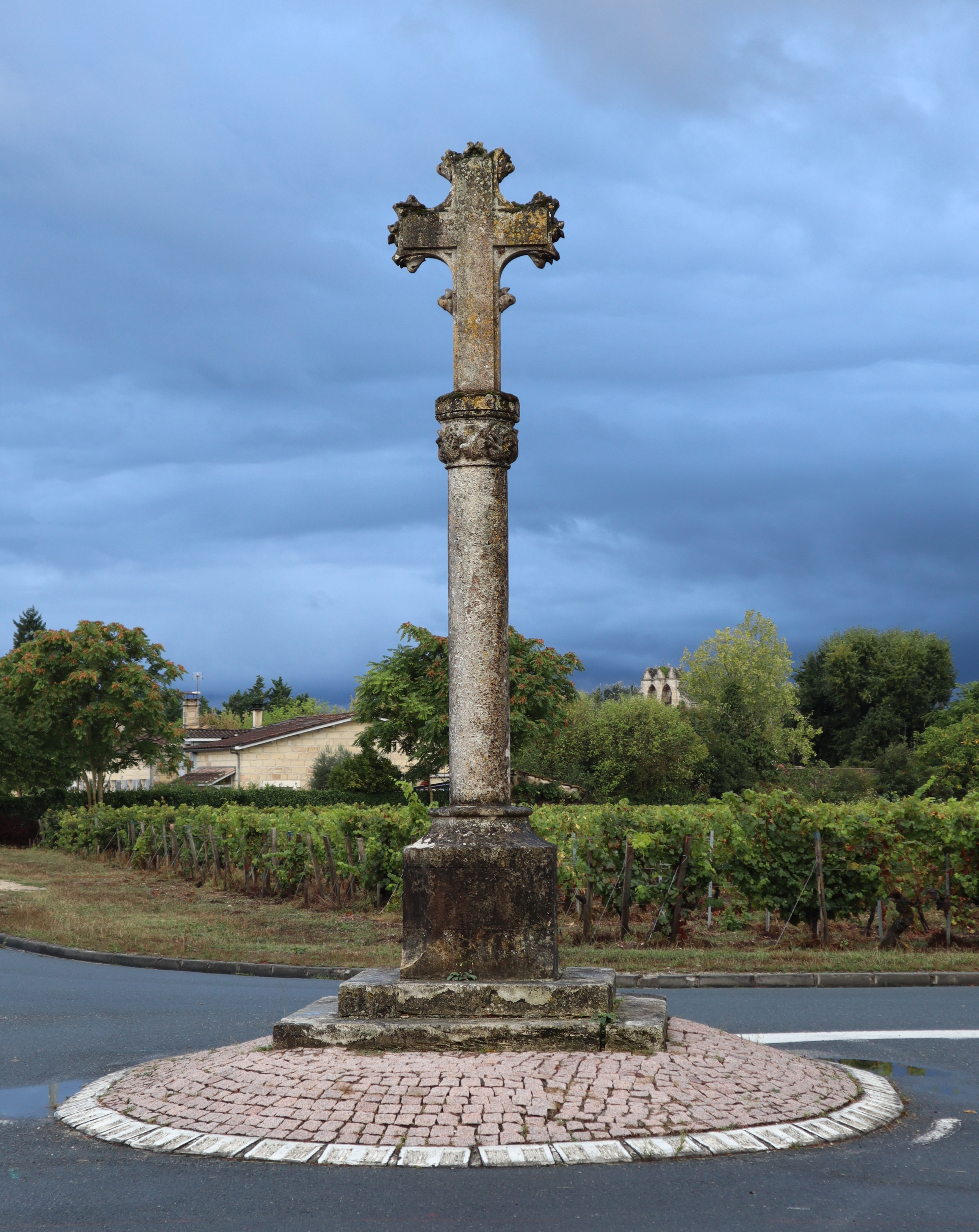
Croix de chemin.

## Héraldique
| Blason de Lalande-de-Pomerol | Blason  | Parti: au 1 d'azur à la croix de Malte d'or vidée du champ et à un tourteau de gueules chargé d'une coquille d'argent brochant sur le tout ; au 2 d'or à une grappe de raisin de pourpre, tigée de tenné et feuillée de sinople; le tout au chef de gueules chargé d'un léopard d'or armé et lampassé d'azur. |
| Blason de Lalande-de-Pomerol | Détails | Créé par JF Binon. Adopté en 2015. |

## Vignoble
Lalande-de-Pomerol est un terroir de vin de Bordeaux

### Les châteaux d'AOC Lalande-de-Pomerol
```
* Château Les Chaumes
```

- Château de la Commanderie
- Château Tournefeuille
- Clos la Petite Croix
- Château la Croix de le Chenevelle
- Château Bourseau
- Château Ame de Musset
- Château Trésor du Grand Moine
- Château des Annereaux
- Château Boujut
- Château La Fleur de Boüard
- Château Les Hauts-Conseillants
- Château de Roquebrune
- Château Moulin de Salles
- Château de l'Évêché
- Château Saint Jean de Lavaud
- Château Siaurac
- Domaine du Petit Brouard
- Château des Moines
- Domaine des Mimosas
- Château Vieille Dynastie
- Château du Vieux Chaigneaux
- Château Fleur de Jean Gué
- Château Perron
- Domaine les Chagnasses
- Château Haut-Chaigneau